# مرد عنکبوتی: لبه زمان
مرد عنکبوتی: لبه زمان (انگلیسی: Spider-Man: Edge of Time) یک بازی در سبک بازی اکشن-ماجراجویی در سال ۲۰۱۱ برای پلتفرم‌های نینتندو ۳دی‌اس، نینتندو دی‌اس، پلی‌استیشن ۳.اکس‌باکس ۳۶۰ و وی منتشر شده‌است.